# Kevin Richardson
Kevin Scott Richardson (Lexington, Kentucky, 3 de outubro de 1971) é um cantor, compositor, ator e modelo estadunidense, mais conhecido como membro do grupo Backstreet Boys. Richardson foi introduzido no Hall da Fama da Música do Kentucky juntamente com seu primo e colega de grupo Brian Littrell, em 10 de abril de 2015.

## Biografia e carreira

### 1971–1989: Infância e adolescência
Kevin Scott Richardson nasceu em Lexington, no estado de Kentucky, Estados Unidos, em 3 de outubro de 1971, como o filho mais novo de Jerald Wayne Richardson, um trabalhador de serviços manuais, e Ann C. Richardson (nascida Littrell), uma dona de casa. Ele possui dois irmãos mais velhos, Jerald Wayne Jr. e Tim, um dos quais trabalhou como modelo. Richardson morou em uma fazenda com sua família por nove anos até se mudar para uma cabana na Cathedral Domain Camp, um acampamento de jovens de propriedade da igreja que seu pai dirigia, onde Richardson trabalhou como conselheiro do respectivo acampamento e participou regularmente de shows de talentos promovidos pelo local até os seus dezoito anos. Durante sua infância, ele costumava passar seu tempo andando a cavalo e de bicicleta e foi atraído por esportes, o que o levou a jogar futebol americano no ensino médio e ser o capitão de seu time chamado Estill Engineers.
Outras atividades realizadas por Richardson envolveram música e atuação, aos nove anos aprendeu a tocar piano de forma autodidata e se apresentava no coral da igreja que frequentou desde criança, além de fazer parte do grupo de teatro e de xadrez da sua escola Estill County High School, o levando a receber títulos que incluíram o de "Mais Popular",  "Melhor Dançarino"  e de "Melhor aparência" entre os alunos. Durante o ensino médio, Richardson ganhou seu primeiro teclado, o que o levou posteriormente a se apresentar em restaurantes e festas de casamentos com uma banda chamada Paradise, que cantava canções de artistas como Bobby Brown e Journey.

### 1990–1992: Primeiros trabalhos de atuação
Depois de terminar o ensino médio em 1990, Richardson ficou dividido entre entrar na Força Aérea estadunidense para se juntar à banda da Força Aérea ou seguir o desejo de se apresentar, ingressando na American Musical and Dramatic Academy (Academia Americana de Música e Drama) de Nova Iorque. Com o incentivo de seu pai, ele viajou para Orlando, Flórida, com seu melhor amigo Jimmy, onde passou a realizar trabalhos de modelo, compositor de canções, passou-se a se apresentar em clubes de jantar, ministrar aulas de dança de salão como um instrutor certificado, além de realizar uma participação no filme My Girl (1991).
Na Flórida, ele conseguiu um emprego como membro do elenco do parque temático Walt Disney World, onde interpretou diversos personagens, incluindo Aladdin, uma das Tartarugas Ninja, príncipe Eric, entre outros. Richardson também se tornou um guia turístico do local e a noite, se apresentava no teatro, onde cantava em um musical, canções de títulos como Chicago, Guys and Dolls e Cabaret.
Em junho de 1991, ele recebeu a ligação de sua mãe, dizendo que seu pai havia piorado de seu câncer de cólon. Embora o pai de Richardson havia sido diagnosticado originalmente em outubro de 1990, sua família não o informou na época, pois não queria preocupá-lo. Apesar disso, ele retornou para Kentucky, onde conseguiu um emprego e permaneceu com sua família. Dois meses depois, em 26 de agosto de 1991, o pai de Richardson faleceu em decorrência da doença. Ele então permaneceu em Kentucky por quase um ano; e após o incentivo de sua mãe, voltou à Flórida para perseguir seus sonhos na carreira musical. Ele conseguiu um papel em um musical através de um amigo e assim retomou seus trabalhos profissionais em Orlando.

### 1993–2003: Início com o Backstreet Boys e outras atividades
Em março de 1993, Richardson estava fazendo um teste no MGM Studios, quando um amigo que ele conheceu em uma boate, contou a ele sobre "três rapazes que cantavam a capella o tempo todo". Então, depois de ver um anúncio recrutando membros para um novo grupo vocal, ele foi vê-los, fez o teste e foi bem sucedido para integrar o grupo nomeado como Backstreet Boys. Logo depois, ele indicou seu primo Brian Littrell para a sua formação, que ainda procurava por mais um membro. Littrell que é primo materno de Richardson (o pai de Littrell e a mãe de Richardson são irmãos), realizou um teste e no dia seguinte se juntou ao Backstreet Boys, formando assim o quinteto.
O Backstreet Boys passou a se apresentar em diversos locais pelos Estados Unidos, até obter um contrato de gravação pela Jive Records em 1994. No ano seguinte, o lançamento do primeiro single do grupo obteve um desempenho mediano em seu país, diferentemente ao obtido na Europa, levando o grupo a focar-se seus esforços neste último. O quinteto lançou dois álbuns de estúdio, Backstreet Boys (1996) e Backstreet's Back (1997), acompanhados de respectivas turnês musicais, levando o grupo a obter uma crescente popularidade, que se estendeu aos Estados Unidos com o lançamento de seu álbum de estreia no país. Paralelamente as atividades promocionais do grupo, Richardson tornou-se um modelo para a marcas de moda Versace e Vogue, além de embaixador da marca TAG Heuer. Em novembro de 1999, ele foi eleito a estrela pop  mais sexy pela revista People e o Backstreet Boys assinou um novo contrato de US$ 60 milhões de dólares com a Jive Records, após o lançamento de Millenium (1999), seu terceiro álbum de estúdio. Em 2001, Richardson realizou uma participação no vídeo musical da canção "Supergirl", pertencente a cantora Krystal Harris, o qual integrou a trilha sonora do filme The Princess Diaries (2001).
Após uma pausa nas atividades promocionais de seu grupo, Richardson retomou sua carreira na atuação em 2003, desempenhando o papel do advogado Billy Flynn pela produção Chicago da Broadway, apresentando-se nas cidades estadunidenses de Nova Iorque, Pitisburgo e San Francisco, além de uma temporada em West End, Londres, Inglaterra, nos meses de setembro a novembro. No mesmo ano, Richardson participou do programa Punk'd da MTV e compôs a trilha sonora do filme de animação The Spirit Bear, que só seria lançado em 2010 após vários anos de atraso.
Em agosto de 2003, Kevin uniu forças com o amigo de longa data Keith McGuffey e abriu uma Academia de Música chamada The Music Workshop em Louisville, Kentucky. A academia foi aberta para ajudar outras pessoas a aprender os "truques do ramo" da indústria da música - tecnologia de estúdio, composição de músicas e negociações de contratos.

### 2004–2011: Saída do Backstreet Boys e foco na atuação
Em 2004, Richardson retornou ao estúdio de gravação para a produção do quinto álbum de estúdio do Backstreet Boys, Never Gone, lançado no ano seguinte. Uma turnê acompanhante foi realizada pelo grupo que se encerrou em fevereiro de 2006, após a conclusão da mesma, Richardson que manifestava o desejo de prosseguir com outros projetos e iniciar uma família, anunciou sua saída do Backstreet Boys em 23 de junho de 2006, através de uma declaração realizada no website oficial do grupo, onde delcarou:
"Após 13 anos do que só pode ser descrito como um sonho tornado realidade, decidi que é hora de deixar o Backstreet Boys. Foi uma decisão muito difícil para mim, mas que foi necessária para seguir em frente no próximo capítulo da minha vida. Howie, Brian, A.J. e Nick sempre serão meus irmãozinhos e terão meu maior amor e apoio. Eu gostaria de agradecer aos fãs do Backstreet por todas as lindas lembranças que compartilhamos e espero incluí-lo na próxima fase da minha vida. Desejo que meus irmãos continuem com sucesso e espero ansiosamente por seu novo álbum".
Após deixar o grupo, Richardson voltou a apresentar-se no musical Chicago. Em 14 de novembro de 2006, ele retornou à cidade de Nova Iorque em comemoração aos dez anos de exibição da produção. No fim do ano de 2006, ele desempenhou o papel de Billy Flynn em Toronto, Canadá e em fevereiro de 2007 no Japão. Em 23 de novembro de 2008, Richardson juntou-se pela primeira vez com seus ex-colegas de grupo, onde cantou o bis "Shape of My Heart" pela turnê Unbreakable Tour do Backstreet Boys. Durante o ano de 2009, ele retornou ao Japão e realizou apresentações com Chicago em cidades estadunidenses. Além disso, atuou no filme de drama cristão para televisão, Love Takes Wing, interpretando o personagem Cyrus.
Richardson filmou alguns pequenos filmes independentes em 2010. Ele estrelou The Bloody Indulgent, um filme musical com temática sobre vampiro, também estrelou o drama de Steve Balderson, The Casserole Clube. Em 4 de novembro do mesmo ano, ele apareceu pela primeira vez em um segmento pré-gravado, juntamente com o Backstreet Boys no programa The Oprah Winfrey Show, onde cantaram juntos.
Em 1 de julho de 2011, Richardson novamente se juntou ao Backstreet Boys desta vez como parte da NKOTBSB Tour, onde cantou "I Want It That Way" com o grupo e um mashup no fim do concerto com os membros do NKOTB. No episódio de 25 de outubro de 2011, do programa On Air with Ryan Seacrest, Richardson declarou que ele estaria em uma festa na praia a ser realizada como parte do segundo cruzeiro anual do Backstreet Boys nas Bahamas, em 3 de dezembro. Além disso, ele expressou a vontade de se apresentar com o grupo novamente com mais regularidade. Ainda em 2011, Richardson venceu o prêmio de melhor ator de filme no Vision Fest em Nova Iorque e protagonizou o curta-metragem Unwound, que estreou em um evento a fim de beneficiar a Debra Hill Foundation.

### 2012–presente: Retorno ao Backstreet Boys
Durante o concerto do Backstreet Boys realizado em 29 de abril de 2012 em Londres, pela NKOTBSB Tour, o grupo confirmou oficialmente o retorno de Richardson e que gravariam um álbum juntos no mês de julho. Fãs puderam testemunhar este anúncio ao vivo, pois o concerto em questão foi transmitido nos cinemas da Europa e de forma online para o resto do mundo. Em 17 de julho, ele também apareceu junto com o grupo no programa Good Morning America da ABC, anunciando seu retorno e o novo álbum do grupo na primeira apresentação como um quinteto desde 2006. Richardson declarou na ocasião, que seguiu seu coração para considerar o momento de retornar ao Backstreet Boys e afirmou: "(...) Pareceu certo. Sinto-me inspirado a fazer música novamente com esses caras e você sabe, quando saí, não tinha nada a ver com o nosso relacionamento. Tinha apenas a ver com a necessidade de me inspirar, então tive que me afastar por um tempo". Em 24 de julho, durante entrevista ao On Air with Ryan Seacrest, ele explicou que sua participação no concerto beneficente Home for the Holidays de dezembro de 2011, o ajudou a redescobrir seu amor pela música e o quanto sentia falta dela.
Conjuntamente a seu retorno ao grupo, Richardson começou a trabalhar em seu primeiro álbum solo. Durante o cruzeiro do Backstreet Boys de 2013, ele realizou um evento chamado Cover Story, onde ele executou vários covers de canções. Na ocasião, ele mencionou que lançaria um álbum de mesmo título e incluiria canções que o influenciaram ao longo dos anos. Sua data de lançamento estava previsto para 2012, mas foi adiado quando Richardson retornou suas atividades como um membro ativo do Backstreet Boys no mesmo ano.
Em 2013, Richardson e os outros membros do Backstreet Boys apareceram como versões ficcionais de si mesmos no filme de comédia This Is the End. No ano seguinte, ele prosseguiu com as atividades promocionais de seu grupo. Em 9 de maio de 2015 , Richardson divulgou na plataforma de vídeos Youtube, um cover da canção "She's Got a Way" de Billy Joel, como uma nova faixa de seu futuro álbum Cover Story. No mesmo ano, ele filmou um filme independente chamado If I Could Tell You, um curta sobre infertilidade, lançado em 2016, onde também relatou sobre sua luta por ter filhos.

## Filantropia
Em 1997, Richardson fundou a Just Within Reach Foundation (JWRF), uma organização dedicada a promover a responsabilidade social que cada ser humano tem de manter o meio ambiente limpo. Ele diz ter fundado a organização inspirado em seu pai e nos conceitos de natureza, equilíbrio ecológico e num ambiente saudável que aprendeu com ele. Desde então, se empenha pelas metas da fundação, incluindo participar do Olympic Torch Relay em nome da mesma e testemunhar no comitê do congresso em 1999. Ele também distribuiu bolsas de pesquisa sobre o meio ambiente em escolas e trabalhou junto com o National Geographic na produção de um vídeo educacional sobre o tema.
Em 2001, ele participou de muitos congressos, incluindo o Congresswoman Slaughter of New York, no Capitol Hill, para introduzir o "Eliminate Colorectal Cancer Act." Isso foi estabelecido para promover a detecção com rapidez e o tratamento do câncer de cólon. Em dezembro de 2011, Richardson encabeçou um concerto de Natal intitulado "Home for the Holidays", com Rob Gonzalez. O concerto foi realizado pelo hotel de luxo Montage Beverly Hills e beneficiou a Angeles Clinic Foundation de Los Angeles.

## Vida pessoal
Richardson tornou-se noivo de uma mulher mais velha, aos dezenove anos, porém, eles consideraram não estar prontos e decidiram que eram jovens demais para se casar, além disso, a mulher havia se apaixonado por outra pessoa o que ele considerou uma experiência que partiu seu coração. Enquanto trabalhava no Walt Disney World, Richardson conheceu Kristin Kay Willits, uma dançarina, atriz, fotógrafa e modelo e iniciaram um relacionamento. Ela foi destaque em um dos primeiros vídeos musicais do Backstreet Boys, "I'll Never Break Your Heart", além disso, atuou como uma das dançarinas que acompanhou o grupo durante a apresentação na premiação American Music Awards em 1999. O noivado do casal (juntamente com o de seu primo Littrell), foi anunciado pela MTV em fevereiro de 2000. O casamento de Richardson e Willits ocorreu em 17 de junho de 2000, em uma igreja no campo em Kentucky.
O casal tem dois filhos, Mason Frey Richardson, nascido em 3 de julho de 2007, e Maxwell Haze Richardson, nascido em 10 de julho de 2013.

## Filmografia

### Filmes
| Ano  | Título               | Papel              | Notas        |
| ---- | -------------------- | ------------------ | ------------ |
| 1991 | Meu Primeiro Amor    | Motorista de carro | participação |
| 2009 | Love Takes Wing      | Cyrus              |              |
| 2010 | The Casserole Club   | Conrad Bainbridge  |              |
| 2012 | The Bloody Indulgent | Burt               |              |
| 2016 | If I Could Tell You  | Derek              |              |

### Televisão
| Ano  | Emissora | Título              | Papel      | Notas                             |
| ---- | -------- | ------------------- | ---------- | --------------------------------- |
| 2002 | NBC      | Fear Factor         | Competidor | episódio: "Celebrity Fear Factor" |
| 2014 | VH1      | I Heart Nick Carter | Ele mesmo  |                                   |